# Klauzál Gábor

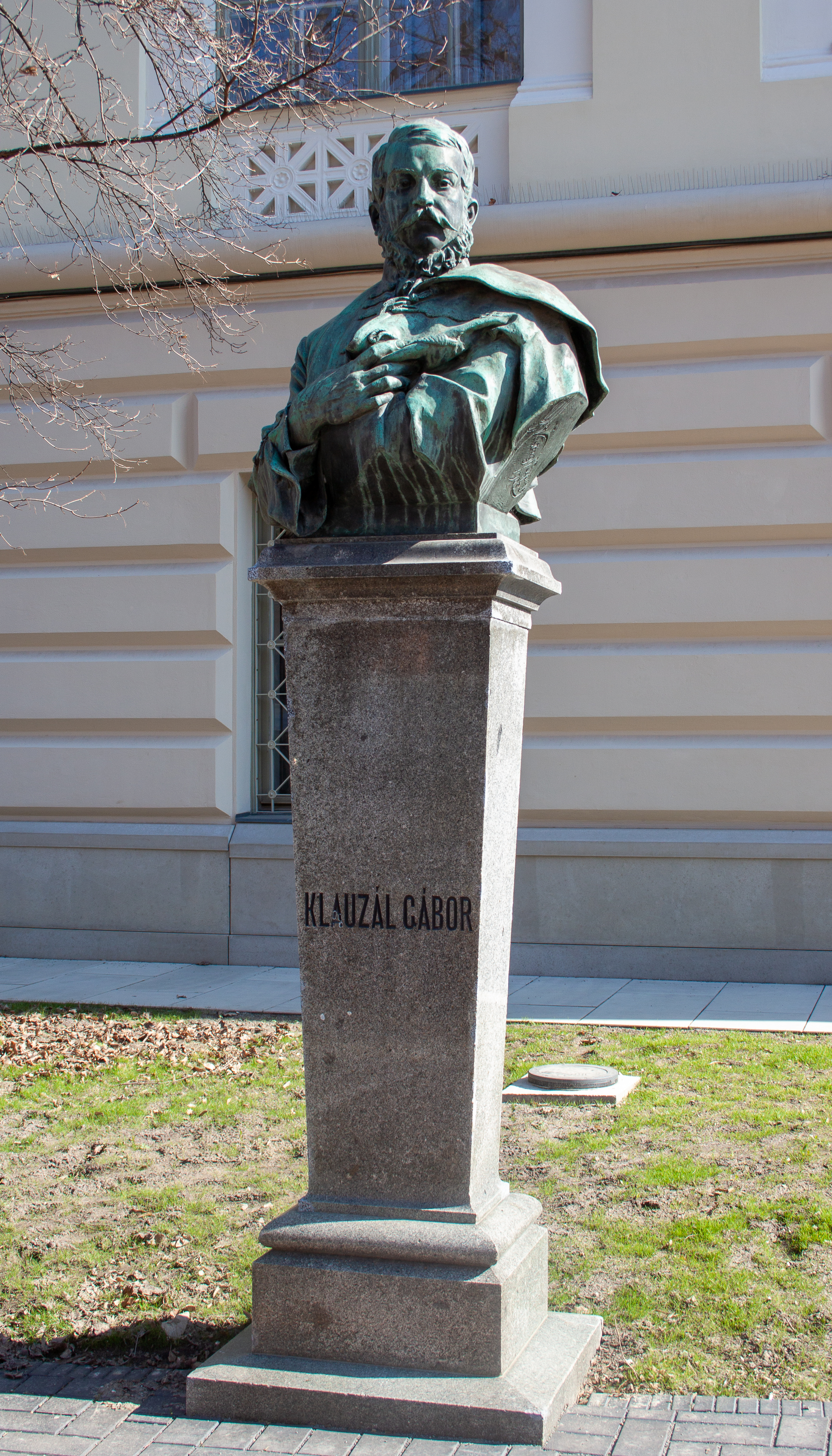
Klauzál Gábor mellszobra Szegeden

Szlavoviczi Klauzál Gábor (Pest, 1804. november 18. – Kalocsa, 1866. augusztus 3.) reformkori magyar politikus, miniszter.

## Élete
Klauzál Gábor Pesten a nemesi származású szlavoviczi Klauzál családban született. Édesapja, szlavoviczi Klauzál János Nepomuk (1761–1831), császári királyi huszár ezredes, édesanyja Babarczy Ágnes (1771–1822), Babarczy Ferenc tanácsnok (1785–86-ban Szeged polgármestere) és Szubics Jozefa leánya volt. Klauzál János Nepomuk 1793. június 13.-án szerzett nemességet és címert I. Ferenc magyar királytól.
A fiatal Klauzál Gábor a gimnázium mind a hat évfolyamát a pesti piaristáknál végezte 1812 és 1818 között, eminens tanulóként. Egyetemi tanulmányai után 1824-ben tett ügyvédi vizsgát, és Csongrád megye törvényszéki ülnöke lett. A tehetséges fiatalember elismertsége gyorsan nőtt. Már 1827-ben országgyűlési követté választották, de ezt betegsége miatt nem fogadta el. Csak 1832-től lett Csongrád vármegye országgyűlési követe, és három nevezetes országgyűlésen, (1832-1836, 1839/1840, 1843/1844) a liberális ellenzék oszlopos tagjává, sőt 1843-1844-ben egyik vezetőjévé vált. 1844-ben lényegében visszavonult, politikai tevékenységét csak a forradalom kezdete után folytatta, mint a pesti közcsendi bizottmány tagja. Az első felelős magyar Minisztérium földművelés-, ipar- és kereskedés osztályának minisztere volt 1848-ban. Miniszterként egyezkedő, mérsékelt politikát képviselt, fellépett a szélsőséges, az udvarral szakítani kívánó politika ellen, követelte, hogy Lamberg Ferenc Fülöp gróf gyilkosait vonják felelősségre. Egészségi állapotára hivatkozva a fegyveres harcok kezdetén visszavonult birtokára és gazdálkodott. Az 1850-es években Kistétényben vásárolt magának telket. 1861-ben és 1865-ben Deák Ferenc pártjának tagjaként, Szeged képviselőjeként részt vett az országgyűlésen.

## Házassága és leszármazottjai
Klauzál Gábor 1853-ban feleségül vette az aradi vértanúnak, Nagysándor József (1804–1849) tábornoknak a jegyesét, Schmidt Emmát. A szabadságharc után, felesége és családja a "Kovács" vezetéknevet használta a Schmidt helyett. Klauzál Gábor és Kovács Emma gyermekei:
- Klauzál Gábor, vallás- és közoktatásügyi minisztérium fogalmazó, aki feleségül vette Degré Katalint, Degré Alajos lányát,
- Klauzál Mária,
- Klauzál Emma.

## Emlékezete
- Szellemi örökségét a budapesti Klauzál Gábor Társaság nevű civil szervezet ápolja tovább.
- Több közterület viseli a nevét: a budapesti Erzsébetvárosban Klauzál utca és Klauzál tér, Szegeden Klauzál tér, Újpesten Klauzál utca, Budatétényben a Baross Gábor-telepen Klauzál Gábor utca, Kecskeméten Klauzál Gábor tér, Szentesen Klauzál utca[8] és Klauzál Gábor Általános Iskola,[9] Budapest VII. kerületében a Klauzál Gábor Műszeripari Szakközépiskola.[10] A Városházán Budapesten Városház utca egyik hivatali szobájában emléktábla hirdeti, hogy abban a szobában született.[forrás?] Halálának helyszínét Kalocsán ugyancsak emléktábla jelöli.[11]
- Emlékét őrzi Móra Ferenc A vármegye emlői című írása (megjelent Móra Napok, holdak, elmúlt csillagok című kötetében).

## Művei
- Czéhszabályokat módositó rendelet; Landerer-Heckenast Ny., Pest, 1848
- Klauzál Gábor, Tanárki Gedeon május 22-ikén tartott beszédei; Wodianer Ny., Pest, 1861
- Klauzál Gábor. Iratok, beszédek, megemlékezések; vál., szerk. Dobos Károly; Klauzál Gábor Társaság, Bp., 2009